# Heerlijkheid Polanen
Polanen was een heerlijkheid, dorpsgerecht en polder in de Nederlandse provincie Utrecht. Deze heerlijkheid moet niet worden verward met het historisch goed Polanen en het voormalig Kasteel Polanen, dat gelegen was tussen Monster en Loosduinen. Evenmin moet het verward worden met het Noord-Hollandse Houtrijk en Polanen, een van de zogenaamde Vrije Ambachten die deel uitmaakten van het schoutambt Sloten.
Het Utrechtse Polanen werd aan de zuidwestzijde begrensd door de Korte Linschoten en was daarover via een brug verbonden met de heerlijkheid Wulverhorst. De noordwestzijde grensde aan de polder Snel, aan de noordoostzijde scheidde de Cattenbroekerdijk Polanen van Cattenbroek en aan de zuidoostzijde vormde de Lage Kade de scheiding met Rapijnen.
In de Franse tijd werd Polanen een deel van de gemeente Linschoten, die sinds 1 januari 1989 deel uitmaakt van de gemeente Montfoort. Het overgrote deel van Polanen valt nu echter onder de gemeente Woerden, waar een woonwijk naar deze heerlijkheid is genoemd.